# Полицијски оркестар Министарства унутрашњих послова Републике Српске
Полицијски оркестар Министарства унутрашњих послова Републике Српске свечана је оркестарска јединица Министарства унутрашњих послова Републике Српске. Сматра се симболом Полиције Републике Српске и Републике Српске и представља новоформирану јединицу полиције. Такође, улога оркестра је да учествује на прославама од значаја за Републику Српску и Министарство унутрашњих послова.
Први наступ оркестар је имао 9. јануара 2018. године на прослави Дана Републике Српске, заједно са Почасном јединицом Министарства унутрашњих послова Републике Српске у новим свечаним униформама. Формацију оркестра чини 20 професионалних музичара који свирају на различитим музичким инструментима као што су: труба, тромбон, флаута, кларинет, алто саксофон, рог и туба. Руководилац оркестра је Јелена Атлагић, а диригент је Душан Покрајчић.

## Концерти, репертоар и премијере
Млади оркестар је у само неколико дана од оснивања имао више концерата и наступа у Републици Српској, а први је одржан у Бањој Луци, 21. новембра 2018. године на прослави славе Министарства унутрашњих послова Републике Српске. Прво појављивање изван Републике Српске оркестар је имао у Бечу, 25. јануара 2019. године.  Након успешног првог концерта у Бања Луци, оркестар је имао мини-турнеју у седиштима полицијских управа Републике Српске, у Приједору 4. марта, Источном Сарајеву 31. марта, у Бијељини 11. маја (заједно са Уметничким ансамблом Министарства одбране „Станислав Бинички”), у Добоју 25. јуна и у Требињу 18. августа 2018. године.
Полицијски оркестар Министарства унутрашњих послова Републике Српске обично изводи српске маршеве, патриотске песме (Тамо далеко, Креће се лађа француска, Пукни зоро) и аранжмане модерне и филмске музике. Поред свог стандардног репертоара, први пут су свирали химну Министарства унутрашњих послова Републике Српске, коју је компоновао диригент Душан Покрајчић. Такође, оркестар учествује у прослави Светског дана музике у Бањалуци. Године 2019. полицијски оркестар је учествовао на прослави Међународног дана џеза, када је извао песму Бања Лука, коју је написао џез музичар и композитор Ред Холовеј, а коју је први пут извео Квинси Џоунс 1961. године.

### Први концерт у Бања Луци
Први концерт Полицијског оркестра Министарства унутрашњих послова Републике Српске одржан је у културном центру Бански двор у Бањалуци, 21. новембра 2018. године. Разлог концерта била је слава Архангел Михаило, Министарства унутрашњих послова Републике Српске. Током концерта приказани су кратки видео снимци из историје Полиције Републике Српске и Министарства унутрашњих послова Републике Српске, као и кратки филм о првој години рада Полицијског оркестра Министарства унутрашњих послова Републике Српске у продукцији Радио-телевизије Републике Српске.
Током првог концерта, оркестар је свирао композиције као што су: Моја Република (Химна Републике Српске), Боже правде (Химна Републике Србије), маршеве Радецки, Народни хероји, Милош Велики, Александар I Карађорђевић, На Дрину, патриотске песме Креће се лађа Француска, Тамо далеко и филмску музику Повратак отписаних, Девојко мала, Dancing Queen, Uptown Funk, The Final Countdown и Пукни зоро коју је извео саксофоноста Срђан Васић.